# Portret de femeie (pictură de Nicolae Grigorescu)
Acest articol dezvoltă secțiunea Opera a articolului principal Nicolae Grigorescu.
Portret de femeie este un pictură realizată de pictorul român Nicolae Grigorescu. Lucrarea nu a fost datată de către artist, dar a fost semnată cu roșu în partea dreaptă jos: Grigorescu. Ea se află astăzi în colecția Muzeului Zambaccian din București.
Portretele au constituit un capitol dintre cele mai prodigioase în opera și creația lui Nicolae Grigorescu. Artistul era capabil să treacă în arta sa, dincolo de aparențe, știind să redea cu o mare virtuozitate asemănarea fizică. Împreună cu Theodor Aman, acesta a marcat cele mai mari realizări ale genului din arta plastică românească. Registrul lui plastic, ca și factura, se dovedesc a fi variate  și ample, pornind de la monumentalul portret al lui Năsturel Herescu și până la compoziția de mare rafinament și subtilitate Amatorul de tablouri. Portretele de femei sunt caracterizate de un lirism profund, de o delicată poezie și de o putere de sugestie impresionantă.
Interiorizate, firești și simple, respingând atitudinea fotografică, portretele lui Grigorescu sunt caracterizate de mișcare. Datorită nesfârșitelor nuanțe cromatice pe care le creează, dublate de alternanța justă a petelor de umbră și lumină, Portretul de femeie de la Muzeul Zambaccian poate fi considerat unul dintre cele mai elocvente în acest sens. Se poate vede plăcerea cu care a pictat Grigorescu un chip de femeie. Privindu-l, se ghicește știința artistului de a surprinde acea reverie vagă, acea fluturare de dorințe și gânduri ale tinereții, uneori nelămurite. Ca nimeni altul. Grigorescu a redat gura întredeschisă, ochii visători și șuvițele de păr care cad pe frunte în dezordine, totul fiind scăldat într-o lumină care-și etalează spectrul în mii de nuanțe. Pictorul a creat astfel, o imagine de o rară gingășie, cu un farmec pătrunzător.